# Gregor Rocken
Gregor Rocken, nebo též Řehoř Rocken či Roken byl františkán působící v české františkánské provincii sv. Václava, její představený a teolog.
Narodil se ve Znojmě někdy okolo roku 1690. Podle dalších jeho známých biografických údajů lze odhadnout, že řeholní sliby složil a kněžské svěcení přijal někdy mezi lety 1706 až 1716. V roce 1716 byl Rocken ustanoven jedním ze dvou lektorů filozofie na klášterní škole františkánů v Jindřichově Hradci. V Hradci takto působil do září 1720, kdy byl převeden do jiného kláštera.
V roce 1728 byl lektorem teologie na řádových studiích v klášteře v Olomouci, kde tehdy prezidoval teze, jež obhájil františkán Seravatius Kramitz (též Gramitz, †1758). V středomoravské metropoli je Rocken doložen jako učitel bohosloví i v roce 1732, opět dle tehdy jím vedených tezí. V následujících letech mu byla svěřena funkce provinčního kustoda, posléze „habituálního“. Na provinční kapitule řádu 14. září 1738 v Praze byl Gregor Rocken zvolen na následující tříleté období provinciálem českých františkánů. Přestože byl od té doby titulován jako vysloužilý lektor („emeritus”), aktivit v oblasti teologie nezanechal. V roce 1740 v klášteře u P. Marie Sněžné v Praze řídil zkoušku nebo disputaci z teologie, konkrétně z první a druhé knihy Sentencí Petra Lombardského. Na rozdíl od většiny ostatní tezí a disputací, s nimiž se setkáváme u františkánských studií, nebyl obhájcem běžný student, ale Benvenut Peter, již dříve lektor ve Vratislavi a v té době již generální lektor teologie v místním pražském konventu. Jako pražský generální lektor je Peter uveden přímo na tištěných tezích z této události: Positiones ex Universa Theologia Scotisctica.
Ve funkci provinciála sloužil Gregor Rocken v letech 1738–1741, kdy jej na kapitule v září nahradil Severin Vrbčanský. Později byl ještě roku 1750 zvolen provinčním definitorem, o šest let později již opakovně kustodem františkánské provincie sv. Václava a v září 1768 opět jejím definitorem (vždy na tříleté období). Podobně jako řadě dalších bývalých františkánských provinciálů mu byla svěřena funkce generálního vizitátora další řádové provincie, konkrétně v Bavorsku. Později, vzhledem k pokročilému věku, již Rocken zřejmě nebyl dále obsazován do řídících řádových funkcí, na jeho dřívější zásluhy však řeholníci nezapomínali a v pramenech jej uváděli jako „velmi zasloužilého provinciála a velectěného představeného“, „zasloužilého muže, horlivého šiřitele observance [tj. reformovaného františkánství].“ Františkán Gregor Rocken zemřel po více než 50 letech strávených ve františkánském řádu v Praze 18. září 1776.
Vlastní Rockenův autograf se například dochoval v knize pro zapisování milostí získaných na přímluvu P.Marie Bechyňské, kde jakožto teolog zřejmě potvrzoval pravost zápisu.